# Myrmidon
Myrmidon (altgriechisch Μυρμῐδών, Murmidṓn, oder Μυρμιδόνος, Murmidónos), Gemahl der Peisidike und Stammvater der Myrmidonen, ist eine Gestalt der griechischen Mythologie.
Er war ein Sohn des Zeus und der Eurymedusa, welche der Göttervater in Gestalt einer Ameise (μύρμηξ mýrmēx) beglückte.
Da die Legende um Myrmidons Sohn Aktor später von Thessalien nach Aigina transferiert wurde, verschmolzen die Genealogien. An Stelle des göttlichen Zeugungsaktes trat die Ameisensage der aiginetischen Myrmidonen, und Aktor bekam die Nymphe Aigina zur Frau. Als weitere Nachfahren Myrmidons werden Antiphos, Eupolemeia und Ischylla genannt.